# Ruganzu II Ndoli
Ruganzu II Ndoli va ser mwami del regne de Ruanda a començament del segle xvi. Era el fill del rei Ndahiro II Cyamatare i Nyirangabo-ya-Nyantaba. Es creu que va pujar al tro el 1510, el mateix any en què fou entronitzat Enric VIII d'Anglaterra, i va morir en 1543 per un tret d'una fletxa a un ull.
Ruganzu II és el rei més reconegut de Ruanda. Va ser un gran guerrer i se li atribueixen miracles. La seva vida i el seu regnat són objecte de moltes llegendes a la història de Ruanda. Ruganzu Ndori es diu que ha estat criat per la Karagwe.l regne de Karagwe.